# Agatha Christie
Agatha Christie   (Ashfield, 15 de setembre de 1890 - Winterbrook i Wallingford, 12 de gener de 1976) nom de ploma d'Agatha Mary Clarissa, Lady Mallowan, DBE, ha estat, segurament, l'escriptora anglesa de novel·la detectivesca més important i innovadora. Sovint és anomenada "reina del crim". També va escriure novel·les sentimentals sota el pseudònim de Mary Westmacott.
Agatha Christie és l'escriptora de novel·la detectivesca més coneguda del món i l'autora més venuda de qualsevol gènere, a excepció de William Shakespeare. Dels seus llibres, se n'han venut al voltant de dos mil milions d'exemplars en anglès i mil milions més en traduccions a unes tres-centes tres llengües.
Christie va publicar més de vuitanta novel·les i obres de teatre, principalment del tipus d'habitació tancada i de problema, en la majoria de les quals intervenia algun dels seus personatges principals, Hercule Poirot i Miss Marple. Encara que li agradava variar en la forma establerta de les històries detectivesques, era escrupolosa a l'hora de jugar net amb el lector i no amagar-li cap tipus d'informació perquè pogués resoldre el misteri.
Algunes de les seves novel·les s'han portat al cinema, fins i tot diverses vegades (per exemple, Assassinat a l'Orient Express, Mort al Nil, etc.).

## Biografia

Imatge d'Agatha Christie en una placa situada a la seva ciutat natal de Torquay

Agatha Mary Clarissa Miller va néixer a Torquay, Devon, Anglaterra. Encara que el seu pare, Frederick, era nord-americà, no en va tenir mai la ciutadania. La seva mare, Clara, era contrària a l'educació per a nenes, així és que els pares es van encarregar de la seva educació.
Es casà el 1914 amb el coronel Archibald Christie, aviador de la companyia Royal Flying Corps. Van tenir una filla el 1919 Rosalind Christie Prichard Hicks, i es van divorciar el 1928, dos anys després que Archibald confessés que estimava una altra dona i es volia separar.
Durant la Primera Guerra Mundial, va treballar primer en un hospital i després en una farmàcia. Aquesta feina va influir en la seva obra, en interessar-se per la toxicologia, que l'assabentà de diversos tipus de verins i les seves conseqüències. En la seva obra es troben uns quants assassinats per enverinament.
Agatha Christie va començar a escriure durant la Primera Guerra Mundial (1916). Llavors va crear el personatge d'Hercule Poirot, el petit detectiu belga de cap ovalat i passió per l'ordre, que s'havia de convertir en un dels detectius de ficció més populars des de Sherlock Holmes.
El desembre del 1926 va desaparèixer durant onze dies, la qual cosa provocà gran alarma en la premsa. Trobaren el seu automòbil abandonat. Finalment, fou trobada en un hotel d'Harrogate, on va dir que havia patit amnèsia a causa d'un atac de nervis després de la mort de la mare i la confessió d'infidelitat del marit. Encara es discuteix si això fou real o tan sols un truc publicitari. Aquesta aventura fou filmada el 1979, amb el títol d'Agatha i amb l'actuació de Vanessa Redgrave.
El setembre de 1930 es casà a Edimburg, tot i ser divorciada, amb el catòlic Max Mallowan, arqueòleg catorze anys més jove que ella. El va acompanyar en els viatges i expedicions al Pròxim Orient, que feu servir d'ambientació en algunes novel·les.
El 1971 li fou concedit el títol de Dama de l'Imperi britànic (DBE).
Agatha Christie morí de causes naturals el 12 de gener del 1976, als vuitanta-cinc anys, a Winterbrook House, Cholsey, prop de Wallingford (Oxfordshire). És enterrada al cementiri de l'església de St. Mary, a Cholsey.
Uns quants dels seus llibres han estat publicats després de la seva mort, entre ells la seva autobiografia.
A més de ser escriptora de novel·les de detectius, Agatha Christie va escriure sis novel·les sentimentals, sota el pseudònim de Mary Westmacott, algunes obres teatrals i un llibre de poemes.

## Obres
Pel que fa als relats cal tenir en compte que, en la majoria dels casos, havien aparegut en revistes abans de ser recollits en volum, fet que pot provocar malentesos en la cronologia. Per exemple, Miss Marple fou presentada en relats de revista el 1927-1928, però aquests no apareixerien en volum fins al 1932, quan ja s'havia publicat el primer llibre, una novel·la, protagonitzat per Miss Marple (1930).
Entre claudàtors: títol i data de la primera traducció en català, quan n'hi ha:
Novel·les
- The mysterious affair at Styles (el seu primer llibre, que presenta Hercule Poirot, l'inspector Japp i el capità Hastings), 1920 [El misteriós cas de Styles (1992)].
- The secret adversary (presenta Tommy i Tuppence), 1922 [L'adversari secret (2002)].
- Murder on the links, 1923 [Assassinat al camp de golf (1998)].
- The man in the brown suit, 1924.
- The secret of Chimneys, 1925 [El secret de Chimneys (1992)].
- The murder of Roger Ackroyd, 1926 [L'assassinat de Roger Ackroyd (1930, en entregues, inacabada); L'assassinat de Roger Ackroyd (1965, en volum, completa)].
- The Big Four, 1927.
- The mystery of the blue train, 1928 [El misteri del tren blau (1986)].
- The seven dials mystery, 1929 [El misteri de les set esferes (1990)].
- Murder at the vicarage (primera novel·la de Miss Marple, personatge ja presentat abans en relats curts), 1930, traduït al catala per Jordi García Clavel Assassinat a la rectoria (1990)].[12]
- The Sittaford mystery, 1931 [El misteri de Sittaford (1991)].
- Peril at End House, 1932 [Perill a End House (1994)].
- Lord Edgware dies, 1933 [La mort de Lord Edgware (1987)].
- Murder on the Orient Express, 1934 [Assassinat a l'Orient Express (1965)].
- Why didn't they ask Evans?, 1934 [Cursa de bumerang (1986); La cursa del bumerang (1996)].
- Three act tragedy, 1935 [Assassinat en tres actes (1988)].
- Death in the clouds, 1935 [Mort en els núvols (1988)].
- The A. B. C. murders, 1936 [Assassinats per ordre alfabètic (1991)].
- Murder in Mesopotamia, 1936 [Assassinat a Mesopotàmia (1989)].
- Cards on the table, 1936 [Cartes damunt la taula (1988); Cartes sobre la taula (1999)].
- Death on the Nile, 1937 [Mort en el Nil (1986); Mort al Nil (1996)].
- Dumb witness, 1937 [Testimoni mut (1990)].
- Triangle at Rhodes, 1937
- Appointment with death, 1938 [Cita amb la mort (1991)].
- Hercule Poirot's Christmas, 1938 [El Nadal de Hercule Poirot (1986); El Nadal d'Hercule Poirot (1996)].
- And then there were none (originàriament Ten little niggers), 1939 [I aleshores no en quedà cap (Deu negrets) (1985)].
- Murder is easy, 1939 [Assassinar és fàcil (1987); Matar és fàcil (1990)].
- The Dream, 1939
- Problem at Sea, 1939
- Sad cypress, 1940 [El xiprer trist (1987)].
- One, two, buckle my shoe, 1940 [Un, dos, corda'm la sabata (1986)].
- Evil under the Sun, 1941 [Maldat sota el sol (1986)].
- N or M?, 1941.
- Adventure of Johnnie Waverly, 1941.
- The body in the library, 1942 [Un cadàver a la biblioteca (1986)].
- Five little pigs, 1942 [Cinc porquets (1987)].
- The moving finger, 1943.
- Towards zero, 1944.
- Sparkling cyanide, 1945 [Cianur escumós (1990)].
- Death comes as the end, 1945 [La mort, certament (1993)].
- The hollow, 1946 [Sang a la piscina (1965)].
- Taken at the flood, 1948 [Pleamars de la vida (1992)].
- Crooked house, 1949 [La casa torta (1991)].
- A murder is announced, 1950 [S'anuncia un assassinat (1986)].
- Four and Twenty Blackbirds, 1950
- The Third Floor Flat, 1950
- They came to Baghdad, 1951 [Intriga a Bagdad (1991)].
- Cornish Mistery, 1951
- Adventure of The Clapham Cook, 1951
- Mrs McGinty's dead, 1952 [Mrs. McGinty ha mort (1987)].
- They do it with mirrors, 1952 [Joc de miralls (1987)].
- A pocket full of rye, 1953 [Un grapat de sègol (1987)].
- After the funeral, 1953 [Després del funeral (1990)].
- Destination unknown, 1954 [Destinació desconeguda (1989)].
- Hickory dickory dock, 1955 [Assassinat a Hickory Road (1989)].
- Dead man's folly, 1956 [El templet del mort (1988)].
- 4.50 from Paddington, 1957 [El tren de les 4.50 (1986)].
- Ordeal by innocence, 1958 [Innocència tràgica (1991)].
- Cat among the pigeons, 1959 [Un gat al colomar (1965)].
- The Pale Horse, 1961 [El misteri del Pale Horse (1989)].
- The mirror crack'd from side to side, 1962 [El mirall s'esquerdà (1987)].
- The clocks, 1963 [Els rellotges (1991)].
- A Caribbean mystery, 1964 [Misteri al Carib (1989)].
- At Bertram's Hotel, 1965 [Hotel Bertram (1986)].
- Third girl, 1966 [La tercera noia (1988)].
- Endless night, 1967.
- By the pricking of my thumbs (amb Tommny i Tuppence), 1968 [Per la frisança que sento als dits (1989)].
- Hallowe'en party, 1969 [La festa de Halloween (2001)].
- Passenger to Frankfurt, 1970 [Destinació Frankfurt (2002)].
- Nemesis, 1971.
- Elephants can remember, 1972 [Els elefants tenen bona memòria (1988)].
- Postern of fate (amb Tommy i Tuppence, última novel·la), 1973.
- Lost mine, 1974.
- Curtain (l'últim cas de Poirot, escrit quatre dècades abans), 1975 [Teló! L'últim cas de Poirot (2002)].
- Sleeping murder (l'últim cas de Miss Marple, escrit quatre dècades abans), 1976 [Assassinat adormit (1988)].

Reculls de relats
- Poirot investigates (onze relats), 1924 [Poirot investiga (2002)].
- Partners in crime (catorze relats de Tommy i Tuppence), 1929 [Matrimoni de detectius (1990)].
- The mysterious Mr. Quin (presenta Mr. Harley Harley Quin, relats), 1930.
- The thirteen problems (tretze relats amb Miss Marple), 1932.
- The hound of death (dotze relats), 1933 [El gos de la mort (2003)].
- The Listerdale mystery (dotze relats), 1934.
- Parker Pyne investigates (dotze relats) (presenta Parker Pyne i Ariadne Oliver), 1934.
- Murder in the Mews (quatre relats amb Hercule Poirot), 1937 [Assassinat a Bardsley Mews (1990)].
- The regatta mystery and other stories (nou relats), 1939.
- The labours of Hercules (dotze relats amb Hercule Poirot), 1947 [Els treballs d'Hèrcules (2003)].
- Witness for the prosecution and other stories, 1948.
- Three blind mice and other stories, 1950 [Tres ratolins cecs (1985)].
- The under dog and other stories (nou relats), 1951.
- The adventure of the Christmas pudding (sis relats), 1960 [El púding de Nadal (1988)].
- Double sin and other stories (vuit relats), 1961.
- The golden ball and other stories (quinze relats), 1971.
- Poirot's early cases (divuit relats de Poirot, ja apareguts en reculls anteriors), 1974.
- Miss Marple's final cases and two other stories (vuit relats de Miss Marple, ja apareguts en reculls anteriors), 1979 [Els últims casos de Miss Marple (2002)].
- Problem at Pollensa Bay and other stories (vuit relats, ja apareguts en reculls anteriors), 1991.
- The Harlequin tea set (només publicat als EUA; nou relats, barrejant-ne de ja publicats i d'inèdits), 1997.
- While the light lasts and other stories (només publicat al RU; nou relats, barrejant-ne de ja publicats i d'inèdits), 1997.

### Novel·les escrites com a Mary Westmacott
- Giant's bread, 1930.
- Unfinished portrait, 1934.
- Absent in the spring, 1944.
- The rose and the yew tree, 1948.
- A daughter's a daughter, 1952.
- The burden, 1956.

### Novel·les escrites en col·laboració
- The floating admiral, escrita amb G. K. Chesterton, Dorothy L. Sayers i altres membres del Detection Club, 1931.

### Obres de teatre
- Black coffee, 1930.
- And then there were none, 1943 (adaptació de la novel·la homònima).
- Appointment with death, 1945 (adaptació de la novel·la homònima).
- Murder on the Nile/Hidden horizon, 1946 (adaptació de la novel·la homònima).
- The hollow, 1951 (adaptació de la novel·la homònima).
- The mousetrap, 1952 (adaptació del relat Three blind mice; èxit de taquilla) [La ratera (2009)].
- Witness for the prosecution, 1953 (adaptació del relat homònim, a partir del qual Christie escriuria també el guió del cèlebre film de Billy Wilder del 1957).
- Spider's web, 1954.
- A daughter's a daughter, 1956 (escrita a finals dels anys trenta; representada professionalment només una volta; transformada en la novel·la homònima de Mary Westmacott el 1952).
- Verdict, 1958.
- The unexpected guest, 1958.
- Go back for murder, 1960 (adaptació de la novel·la Five little pigs).
- Rule of three, 1962 (comprèn Afternoon at the seaside, The rats i The patient).
- Fiddlers three, 1972 (originàriament titulada Fiddler's five; inèdita).
- Akhnaton - a play in three acts, 1973 (escrita el 1937).
- Chimneys, 2003 (adaptació de la novel·la The secret of Chimneys; escrita el 1931, però inèdita i sense estrenar durant setanta-dos anys).

Obres de teatre adaptades en forma de novel·la per Charles Osborne
- Black coffee, 1998.
- The unexpected guest, 2001.
- The spider's web, 2003.

## Crítica i llegat
Christie és coneguda com "la reina del crim" o "la reina del misteri", i es considera una mestra del suspens, la trama i la caracterització. El 1955 es va convertir en la primera guardonada amb el premi Gran Mestre dels escriptors de misteri d'Amèrica. Va ser nomenada "Millor escriptora del segle" i la sèrie de llibres Hercule Poirot va ser nomenada "Millor sèrie del segle" a la Convenció Mundial de Misteri de Bouchercon del 2000. El 2013 va ser escollida "millor escriptora de crims" en una enquesta a 600 membres de l'Associació d'Escriptors de Crims de novel·listes professionals. L'escriptor Raymond Chandler va criticar l'artificialitat dels seus llibres, igual que Symons. El crític literari Edmund Wilson va descriure la seva prosa com a banal i les seves caracteritzacions com a superficials.
| «                | "Amb Christie ... no estem tractant tant amb una figura literària com amb un fenomen cultural ampli, com Barbie o els Beatles." | » |
| — Joan Acocella, | |   |

El 2011, Christie va ser nomenada la segona escriptora de crims amb més ingressos de tots els temps al Regne Unit, després d'Ian Fleming, pel canal de televisió digital Alibi, amb uns ingressos totals d'uns 100 milions de lliures esterlines. El 2012, Christie va ser una de les persones seleccionades per l'artista Peter Blake per aparèixer en una nova versió de la seva obra més famosa, la portada del disc de The Beatles Sgt. Pepper's Lonely Hearts Club Band, "per celebrar les figures culturals britàniques que més admira".
El 2015, en honor del 125è aniversari del seu naixement, vint-i-cinc escriptors de misteri contemporanis i una editorial van donar la seva opinió sobre les obres de Christie. Molts dels autors havien llegit les novel·les de Christie primer, abans que altres escriptors de misteri, en anglès o en la seva llengua materna, i els va influir en la seva pròpia escriptura, i gairebé tots la veien com la "reina del crim" i la creadora dels girs argumentals utilitzats pels autors de misteri. Gairebé tots tenien un o més favorits entre els misteris de Christie i trobaven els seus llibres encara bons per llegir gairebé cent anys després de la publicació de la primera novel·la. Només un dels vint-i-cinc autors va sostenir els punts de vista crític de Wilson.
El 2016, cent anys després que Christie escrivís la seva primera història de detectius, el Royal Mail va llançar sis segells en honor seu, amb The Mysterious Affair at Styles, The Murder of Roger Ackroyd, Murder on the Orient Express, And Then There Were None, The Body in the Library, i A Murder is Announced. The Guardian va informar que "cada disseny incorpora microtext, tinta UV i tinta termocròmica. Aquestes pistes ocultes es poden revelar mitjançant lupa, llum UV o calor corporal i proporcionen indicacions sobre les solucions dels misteris". Els seus personatges i el seu rostre van aparèixer als segells de molts països com Dominica i la República de Somàlia. El 2020, la Royal Mint (la casa de la moneda del Regne Unit) va commemorar Christie amb l'envunyació d'una moneda de 2 lliures esterlines per commemorar el centenari de la seva primera novel·la The Mysterious Affair at Styles.

## Venda de llibres
A la seva millor època, Christie poques vegades estava fora de la llista de best-sellers. El 1948 va ser la primera persona autora de novel·la policiaca a tenir 100.000 exemplars de deu dels seus títols publicats per Penguin en mateix dia. A partir del 2018, el Llibre Guinness dels Records va incloure Christie com l'autor de ficció més venut de tots els temps dels autors. El 2020, les seves novel·les havien venut més de dos milions de còpies en quaranta-quatre idiomes. La meitat de les vendes corresponen a edicions en anglès i la meitat són traduccions. Segons Index Translationum, el 2020 era l'autor individual més traduït. Els seus llibres estan entre els més prestats a les biblioteques del Regne Unit. i els audiollibres que s'han fet de les seves obres són els més venuts del Regne Unit; el 2002 se'n van vendre 117.696. Li segueixen els 97.755 de J. K. Rowling, 78.770 de Roald Dahl i 75.841 de J. R. R. Tolkien. El 2015, els hereus de Christie van afirmar que And Then There Were None era "la novel·la policíaca més venuda de tots els temps", amb aproximadament 100 milions d'exemplars, cosa que el converteix en un dels llibres més venuts de tots els temps. Més de dos milions d'exemplars dels seus llibres es van vendre en anglès el 2020.

## Adaptacions
Les obres de Christie s'han adaptat per al cinema i la televisió. La primera va ser la pel·lícula britànica de 1928 The Passing of Mr. Quin. La primera aparició cinematogràfica de Poirot va ser el 1931 a Alibi, que va protagonitzar Austin Trevor com a personatge de Christie. Margaret Rutherford va interpretar el paper de Jane Marple en una sèrie de pel·lícules estrenades durant la dècada de 1960. A Christie li va agradar la seva interpretació, però va considerar que la primera pel·lícula era "bastant pobra" i no va pensar res millor de la resta.
Es va sentir diferent amb la pel·lícula Assassinat a l'Orient Express de 1974, dirigida per Sidney Lumet, que comptava amb grans estrelles i alts valors de producció; la seva assistència a l'estrena a Londres va ser una de les seves darreres sortides públiques. El 2016 se'n va estrenar una nova versió cinematogràfica, dirigida per Kenneth Branagh, que també en va ser el protagonista, amb "el més extravagant bigoti que els espectadors hagin vist mai".
De l'adaptació televisiva Agatha Christie's Poirot (1989-2013), amb David Suchet en el paper principal, se'n van fer setanta episodis en tretze temporades. Va rebre nou nominacions al premi BAFTA i va guanyar quatre premis BAFTA en el període 1990-1992. La sèrie de televisió Miss Marple (1984-1992), amb Joan Hickson com "la incomparable Miss Marple de la BBC", va adaptar les dotze novel·les de Marple. La sèrie de televisió francesa Les Petits Meurtres d'Agatha Christie (2009-2012, 2013-2020), va adaptar trenta-sis històries de Christie.
Els llibres de Christie també s'han adaptat per a BBC Radio, per a una sèrie de videojocs i se n'han fet novel·les gràfiques.